# Shinkamigotō
Shinkamigotō (japanska: 新上五島町?, Shinkamigotō-chō) är en landskommun (köping) i Nagasaki prefektur i Japan. 
Kommunen skapades 2004 genom en sammanslagning av kommunerna Arikawa, Kamigotō, Narao, Shin-Uonome och Wakamatsu.
Kommunen består av en ögrupp i den norra delen av Gotōöarna. 
Den har sju bebodda öar och ett sextiotal obebodda öar.
De bebodda öarna är:
- Nakadōrijima (168,3 km²) - huvudön med större delen av befolkningen
- Wakamatsujima (31,0 km²)
- Arifukujima (3,0 km²)
- Hinoshima (1,4 km²)
- Ryōzegaurashima (0,7 km²)
- Kashiragashima (1,9 km²)
- Kirinokojima (0,04 km²)

Samtliga öar har broförbindelser som knyter samman dem, förutom Kirinokojima.
Ögruppen har traditionellt haft många kristna och cirka 25 procent av befolkning är katoliker.